# X-planes

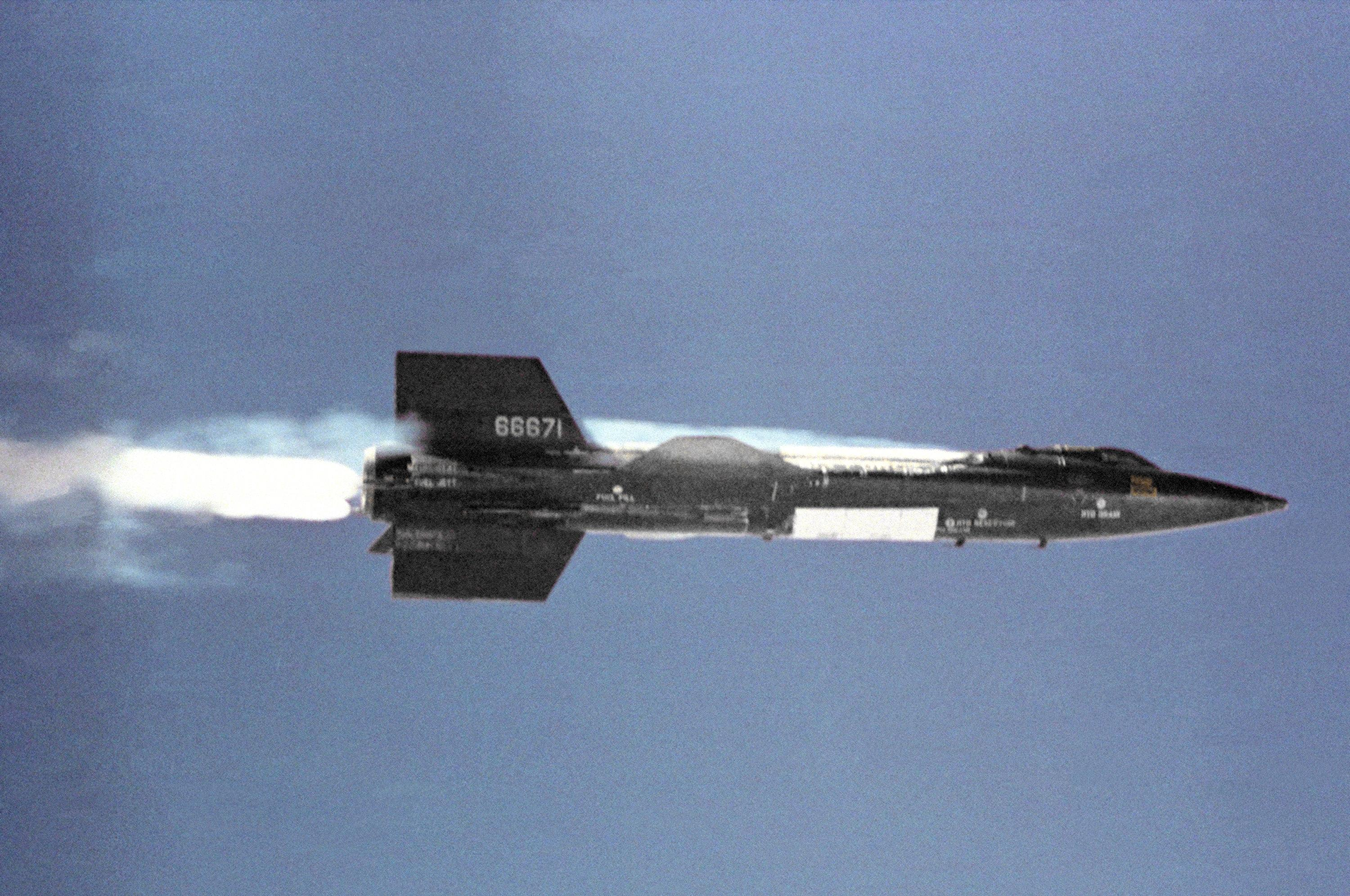
North American X-15

Os X-planes são uma série de aeronaves experimentais (incluindo alguns foguetes) feitos nos Estados Unidos, com a intenção de testar novas tecnologias e geralmente mantidas sob alto sigilo durante o desenvolvimento.
O primeiro dos X-planes foi o Bell X-1, conhecido por ser o primeiro avião a quebrar a barreira do som, em 1947. Os X-planes seguintes produziram importantes resultados experimentais, mas somente o North American X-15, no início da década de 1960, teve fama comparável ao X-1, por atingir velocidades hipersônicas (7.274 km/h).
Os X-planes de número 7 a 12 eram mísseis e alguns outros que não eram tripulados. A maioria destas aeronaves não era projetada com interesses de produção em larga escala. Uma exceção é o F-35, que descendeu do Lockheed Martin X-35, que competiu com o Boeing X-32 no programa Joint Strike Fighter.
Em 2006, novos X-planes continuaram a ser projetados, sendo que a designação X-52 foi pulada para evitar confusões com o bombardeiro Boeing B-52 Stratofortress.
Em 2016, a NASA propôs o regresso às pesquisas tecnológicas em torno de aeronaves futuristas, com seu avião X-59.